# João Cravinho
João Cardona Gomes Cravinho (n. 19 septembrie 1936, Malanje, Provincia Malanje, Angola – d. 16 aprilie 2025, Lisabona, Portugalia) a fost un politician portughez. A ocupat, printre alte funcții, ca membru al Parlamentului portughez⁠(d) (1979–1983, 1985–1989 și 1999–2002), membru al Parlamentului European (1989–1994) și ca ministru al administrației teritoriului portughez între 1995 și 1999. A fost membru al partidului politic PS. Cravinho avea o diplomă în inginerie.
În anii 1970 a fost cofondator al Movimento de Esquerda Socialista (MES).

În 2004, după izbucnirea mai multor scandaluri de corupție care au implicat oameni și instituții, de la primari precum Fátima Felgueiras la cluburi de fotbal (Apito Dourado), fostul ministru João Cravinho a remarcat:
Sistemul politic a demonstrat o eficiență redusă în combaterea corupției, evaziunii fiscale și fraudei. Guvernele succesive nu s-au angajat în acea luptă. De ce? Pentru că vor să câștige alegerile... Aceasta este o eroare fatală pe care ar trebui să o renunțăm de urgență.
În 2006, în calitate de deputat socialist, pregătea un nou set de propuneri pentru îmbunătățirea cadrului legal al infracțiunilor de corupție, care includea anchetarea cuiva, atunci când averea persoanei respective nu se potrivește cu declarația sa de venit. Propunerea a fost respinsă de Parlamentul portughez. La scurt timp după, Cravinho a demisionat din parlament și a plecat în Anglia, unde a fost numit administrator al Băncii Europene pentru Reconstrucție și Dezvoltare de către guvernul portughez condus de socialistul José Sócrates.

## Distincții

### Ordine naționale
- Marea Cruce a Ordinului Militar al lui Hristos (8 iunie 2005)[9]